# Bonatea stereophylla
Bonatea stereophylla är en orkidéart som först beskrevs av Friedrich Fritz Wilhelm Ludwig Kraenzlin, och fick sitt nu gällande namn av Victor Samuel Summerhayes. Bonatea stereophylla ingår i släktet Bonatea och familjen orkidéer. Inga underarter finns listade i Catalogue of Life.